# Белощелье
Белощелье — деревня в Лешуконском районе Архангельской области. Входит в состав Ценогорского сельского поселения (муниципальное образование «Ценогорское»).

## Географическое положение
Деревня расположена на правом берегу реки Мезень. Ближайший населённый пункт Ценогорского сельского поселения — административный центр, село Ценогора, — расположен в 13 км к западу. Расстояние до административного центра района, села Лешуконское, составляет 58 км.

## Население
| Население                            | на 1 января 2010 года |
| ------------------------------------ | --------------------- |
| В возрасте до 16 лет                 | 30                    |
| Трудовые ресурсы (из них работающих) | 78 (72)               |
| Пенсионеры                           | 81                    |
| Всего                                | 189                   |
| Прибыло / выбыло (за год)            | 0 / 0                 |
| Родилось / умерло (за год)           | 0 / 5                 |

## Инфраструктура
Жилищный фонд села составляет 7,9 тыс. м², покинутые и пустующие дома — 33% от общей площади жилищного фонда. Предприятия, организации и объекты социальной сферы, расположенные на территории населённого пункта (со среднесписочной численностью работников) на 1 января 2010 года:
- отдел культуры (6);
- отделение связи (2);
- фельдшерско-акушерский пункт (3);
- ПО «Ценогорское» (3);
- ООО «Тайбола» (7) и др.